# Stibiocolusite
La stibiocolusite è un minerale appartenente al gruppo della germanite.